# Morgi (Pogórze Ciężkowickie)
Morgi (453 m) – wzniesienie w zachodniej części Pasma Brzanki na Pogórzu Ciężkowickim, w pobliżu wsi Lubaszowa. Spływający z południowego wschodu potok Rostówka dokonał przełomu Pasma Brzanki, oddzielając Morgi od Nosalowej.
Morgi są w większości porośnięte lasem, ale w przyszczytowej partii grzbietu znajduje się rozległa Polana Morgi, będąca punktem widokowym z panoramami widokowymi na Pogórze Ciężkowickie, Rożnowskie, dolinę Białej i Beskid Niski.

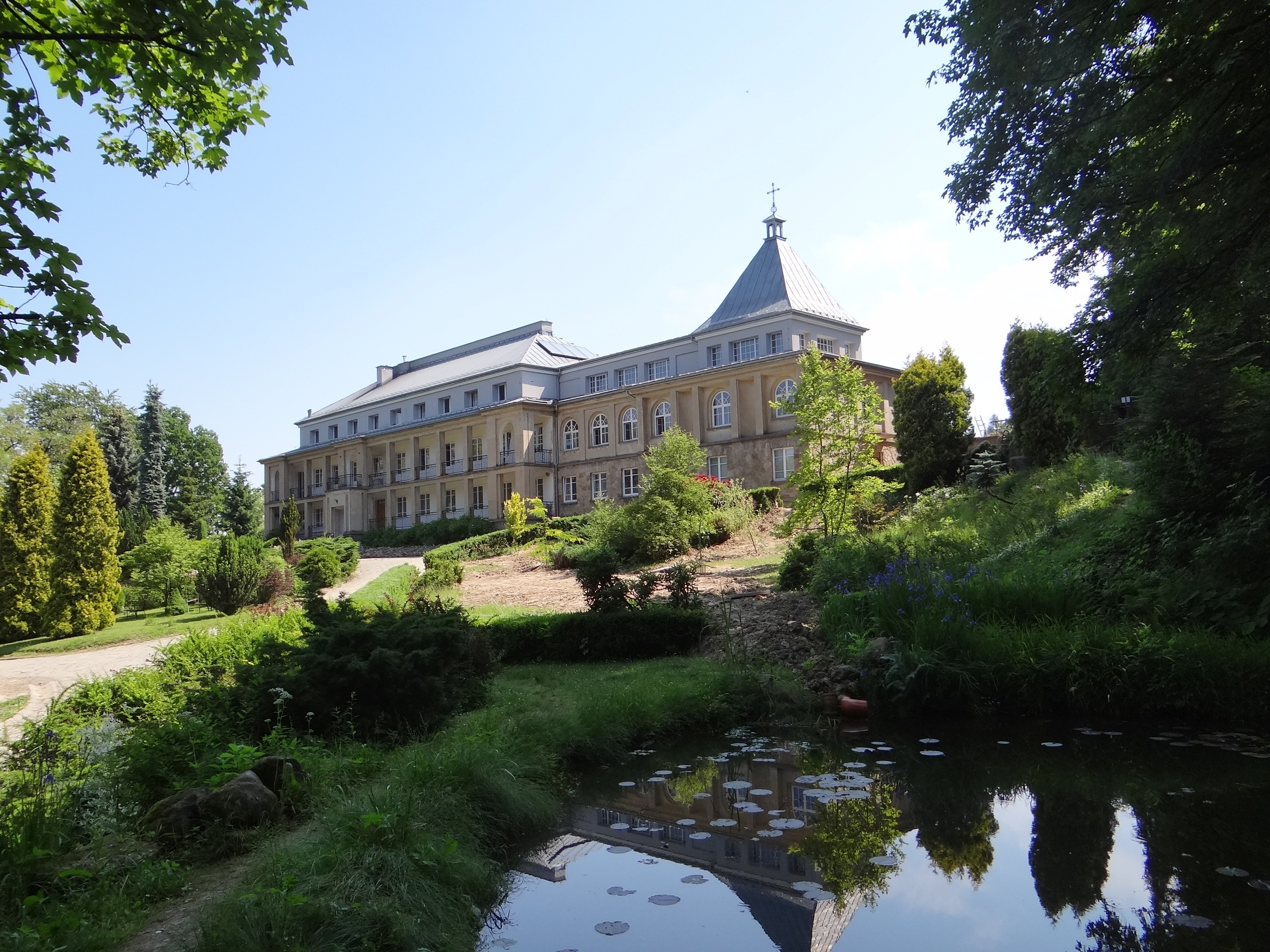
Klasztor

Na stoku Morgów znajduje się klasztor redemptorystów. Jego dzieje sięgają 1931 roku, kiedy zakonnicy z klasztoru w Tuchowie wybudowali tutaj drewnianą willę na potrzeby formacji kleryków. Po jej spłonięciu w pożarze w 1953 roku, na tym samym miejscu wybudowano nowy obiekt, od 1965 roku samodzielny klasztor. Od roku 1975 znajduje się tutaj nowicjat zakonny. 15 września 1999 roku utworzono parafię pw. św. Gerarda Majella w Lubaszowej, zarządzaną przez miejscowych redemptorystów.

## Szlaki turystyczne
Przez Polanę Morgi przebiegają dwa piesze szlaki turystyczne:
 Siedliska – Nosalowa – Polana Morgi – Brzanka – Ostry Kamień – Gilowa Góra – Liwocz – Kołaczyce (wytyczony w 1953 roku);
 Lubaszowa – Polana Morgi (wytyczony w 1980 roku).
Obydwa szlaki pozostają pod opieką tarnowskiego oddziału PTTK.